# Ljudmila Samsonova
Ljudmila Dmitrievna Samsonova (in russo Людмила Дмитриевна Самсонова?; Olenegorsk, 11 novembre 1998) è una tennista russa che in passato ha rappresentato l'Italia.

## Biografia
La sua famiglia è composta dal padre Dmitriy che è un ex pongista campione europeo e più volte campione dell'Unione Sovietica, la madre Svetlana anche lei una ex atleta più precisamente una pallavolista, il fratello Yaroslav professionista e giocatore di tennis e il nonno ex sciatore, quest'ultimo è stato a spingere Ljudmila verso la pratica del tennis.

## Carriera

### 2021: primo titolo WTA, ottavi di finale a Wimbledon, top 40 e trionfo nella Billie Jean King Cup
Ljudmila inizia l'anno allo Yarra Valley Classic, dove rimedia una sconfitta al primo turno contro Cvetana Pironkova (2-6 1-6). Tenta poi le qualificazioni agli Australian Open: battendo Leonie Küng (6-0 5-7 6-2), Robin Anderson (6-0 6(2)-7 6-3) e Lesja Curenko (7-6(1) 6-2), accede al tabellone principale dello Slam oceanico per la prima volta in carriera. Al primo turno elimina Paula Badosa per 6(4)-7 7-6(4) 7-5, rimontando da 3-5 nel set decisivo; al secondo turno, viene estromessa da Garbiñe Muguruza con un netto 3-6 1-6. Al Phillip Island Trophy cede all'esordio a Sara Sorribes Tormo in tre parziali. Si qualifica per il main-draw di Adelaide, dove si arrende al primo turno a Petra Martić per 7-5 al terzo. A Miami la russa accede al tabellone principale grazie ai successi su Monica Niculescu e Varvara Gračëva; al primo turno, elimina Camila Giorgi (6-2 6-4) e poi la numero undici del mondo Kiki Bertens con un netto 6-2 6-1; al terzo turno viene spazzata via da Maria Sakkarī, futura semifinalista, che le lascia solo un gioco (0-6 1-6). Sulla terra, dopo il secondo turno nel WTA 500 di Charleston (battuta da Gauff) e la sconfitta all'esordio nel WTA 250 della città della Carolina del Sud, non si qualifica per il main-draw di Roma; a Parma non passa il tabellone cadetto ma viene ripescata come lucky-loser: al primo turno, rifila un doppio 6-2 alla wild-card locale Giulia Gatto-Monticone mentre, al round successivo, si arrende a Petra Martić. Partecipa al Roland Garros, dove rimedia una sconfitta all'esordio dalla serba Aleksandra Krunić (6-3 2-6 2-6). Nel WTA 125 di Bol esce di scena al secondo turno contro Barbara Haas.
Nel mese di giugno la russa riesce a vincere il suo primo titolo WTA in carriera nel 500 di Berlino. Partendo dalle qualificazioni, elimina Noma Akugue Noha (6-3 6-1), Ana Konjuh (4-6 6-1 7-6(4)), Markéta Vondroušová (6-4 7-6(6)), Veronika Kudermetova (6-4 6-3), Madison Keys (7-6(4) 2-6 7-6(0)), la settima testa di serie Viktoryja Azaranka (6-4 6-2) e in finale la numero cinque del seeding Belinda Bencic in rimonta per 1-6 6-1 6-3. Grazie a questo risultato, Ljudmila fa il suo esordio in top-100, posizionandosi alla 63ª posizione mondiale. In seguito, riceve una wild card per partecipare al torneo di Wimbledon: la russa riesce a raggiungere gli ottavi di finale in uno slam per la prima volta in carriera, battendo Kaia Kanepi (6-4 6-2), Jessica Pegula (6-4 3-6 6-3) e Sloane Stephens (6-2 2-6 6-4). Agli ottavi, trova la numero otto del seeding Karolína Plíšková: Samsonova si arrende in due set.
Dopo un primo turno a Palermo, la russa si presenta a Toronto, dove coglie un successo contro Elena Rybakina (12ª testa di serie, 6-4 5-7 6-4) prima di cedere a Sara Sorribes Tormo. Si qualifica per il main-draw di Cincinnati, grazie ai successi sulle connazionali Vera Zvonarëva e Anna Blinkova; al primo turno, tuttavia, cede di schianto a Viktoryja Azaranka (2-6 3-6). Nel suo primo US Open batte Katie Boulter (6-3 6-2) per poi perdere da Greet Minnen (4-6 4-6). A Lussemburgo la russa coglie la seconda semifinale stagionale, eliminando Misaki Doi (6-2 6-3), Océane Dodin (7-6(5) 7-6(3)) e la campionessa olimpica Belinda Bencic (6-1 6-4); nel penultimo atto, viene estromessa da Jeļena Ostapenko, con lo score di 1-6 6(4)-7. A Indian Wells esce di scena al secondo turno contro la connazionale Veronika Kudermetova. Mentre alla Kremlin Cup si arrende subito a Ajla Tomljanović (2-6 4-6), a Courmayeur centra la terza semifinale della stagione, imponendosi nettamente su Stephanie Wagner (6-3 6-0), Aliona Bolsova (doppio 6-3) e Anna Kalinskaja (6-1 6-2); come successo in Lussemburgo, anche nel torneo italiano Samsonova si ferma nel penultimo atto, sconfitta dalla giovane Clara Tauson in tre set (6-4 6(8)-7 4-6) dopo non aver sfruttato due match-point nel tie-break.
Come ultimo impegno annuale, Ljudmila gioca per la Russia nella fase finale della Billie Jean King Cup: nella fase a gruppi, vince entrambi i suoi doppi assieme a Veronika Kudermetova, contribuendo ai successi delle russe su Canada (3-0) e Francia (2-1). In semifinale, Ljudmila si rivela decisiva nella vittoria sugli Stati Uniti per 3-1, grazie al suo successo su Sloane Stephens (1-6 6-4 6-3) e a quello in doppio a fianco di Kudermetova su Shelby Rogers e Coco Vandeweghe (6-3 6-3). In finale, viene schierata nel secondo singolare contro la Svizzera di Bencic: Samsonova batte la campionessa olimpica per 3-6 6-3 6-4, regalando alla Russia il punto della vittoria e la quinta vittoria nella competizione per la Federazione russa. Per Ljudmila è il primo trionfo nella ex-Fed Cup.
Chiude l'anno alla 39ª posizione del mondo.

### 2022: 3 titoli WTA e ingresso in top-20
Samsonova inizia l'anno al Melbourne Summer Set, dove perde subito da Andrea Petković. Al 250 di Adelaide coglie il primo quarto WTA della stagione, battendo Mayar Sherif e Nuria Párrizas Díaz; tra le ultime otto, si arrende alla futura campionessa Madison Keys, con lo score di 3-6 6-3 3-6. Agli Australian Open esce di scena al secondo turno contro la numero 31 del seeding Markéta Vondroušová. A Dubai non passa le qualificazioni mentre a Doha viene eliminata da Alizé Cornet all'esordio (6-3 4-6 5-7). A Indian Wells raggiunge gli ottavi di finale sconfiggendo Ann Li (4-6 6-4 6-3) e Danka Kovinić (6-4 7-6(4)); al quarto turno cede il passo a Petra Martić in due parziali. A Miami viene subito estromessa da Madison Brengle. A Stoccarda dà avvio alla stagione su terra: coglie le semifinali grazie alle vittorie su Chloé Paquet (6-0 6-0), Karolína Plíšková (6-4 6-4) e sulla vincitrice dell'edizione 2017 Laura Siegemund (7-5 6-3). Nel penultimo atto, la russa si arrende alla numero uno del mondo Iga Świątek dopo tre ore di battaglia, con il punteggio di 7-6(4) 4-6 5-7. Delude le aspettative nei successivi tornei sul rosso, registrando sconfitte all'esordio a Madrid, Roma e il Roland Garros; non fa meglio sull'erba, dove ottiene una sola vittoria su tre tornei disputati.
Sul cemento americano, coglie a Washington vince il secondo titolo del circuito battendo in finale Kaia Kanepi per 4-6 6-3 6-3, dopo aver sconfitto in precedenza, tra le altre, Elise Mertens e la top10 Emma Raducanu. Due settimane più tardi concede il bis a Cleveland, dominando tutti i match disputati. In finale, rifila un 6-1 6-3 ad Aljaksandra Sasnovič, per un totale di soli 18 giochi persi in 5 partite. Allo US Open, la russa si spinge fino agli ottavi di finale, sconfiggendo la qualificata Bejlek (6-3 6-1), la finalista uscente Leylah Fernandez (6-3 7-6(3)) e la serba Krunić con un duplice 6-3. Nel suo secondo ottavo major, Samsonova cede il passo ad Ajla Tomljanović in due set. A Tokyo, raggiunge la terza finale stagionale, grazie ai successi sulla campionessa di Wimbledon Rybakina (6-2 6-4), la cinese Wang (7-6(5) 6-3), la n°12 del mondo Muguruza (6-4 6-2) e Shuai Zhang (7-6(4) 6-2). Nell'ultimo atto, Ljudmila ha la meglio su Qinwen Zheng, cogliendo il secondo titolo WTA '500' della carriera, il quarto complessivo. Grazie al successo, sale fino alla 23ª posizione mondiale nel ranking.
Dopo un terzo turno al '1000' di Guadalajara, termina l'anno al n°20 del mondo, toccando come best ranking la 19ª piazza.

### 2023: prime finali WTA 1000 e ingresso in top 15
La trasferta australiana non regala grandi sussulti a Samsonova, che si ferma al secondo turno all'Australian Open e ad Adelaide. Al '500' di Abu Dhabi, da ottava testa di serie, sconfigge Liu in rimonta (3-6 6-2 6-0), l'ex campionessa slam Krejčíková (7-5 7-6(6)) e la n°11 del pianeta Kudermetova (6-3 6-3). In semifinale, si impone su Qinwen Zheng in tre set, accedendo alla quinta finale WTA della carriera; nella circostanza, per la prima volta, Ljudmila perde una finale, cedendo il passo a Belinda Bencic con lo score di 6-1 6(8)-7 4-6. A Doha esce di scena all'esordio (contro Kenin) mentre a Dubai si arrende a Iga Świątek negli ottavi. A Indian Wells si ferma al secondo turno; a Miami perde al terzo round da Zheng.
Sulla terra, non difende la semifinale del 2022 di Stoccarda, uscendo subito per mano di Krejčíková. Va un po' meglio a Madrid, dove, dopo il bye, sconfigge in due set Zanevs'ka e Ostapenko; negli ottavi, cede il passo a Irina-Camelia Begu (4-6 4-6). A Roma si ferma contro Vekić al terzo turno mentre al Roland Garros non va oltre il secondo round. Sull'erba, ottiene due quarti di finale a 'S-Hertogenbosch e Bad Homburg; non fa bene a Wimbledon, dove si arrende al primo turno ad Ana Bogdan (6(1)-7 6(4)-7).
Sul cemento americano, disputa il '500' di Washington: dopo il doppio successo per 6-1 6-3 contro Danielle Collins e Sorana Cîrstea, nei quarti supera Marta Kostjuk (6-4 6-2). Nella seconda semifinale del 2023, la russa viene sconfitta dalla futura campionessa del torneo Coco Gauff. Successivamente, prende parte al WTA '1000' di Montrèal, dove è accreditata della 15ª testa di serie: estromette in rimonta su Kateřina Siniaková (4-6 6-2 6-3) e poi batte Zheng in due parziali. Agli ottavi, si impone sulla n°2 del mondo Aryna Sabalenka per 6-3 al terzo, cogliendo la sua quarta vittoria in carriera su una top-10. Nei quarti, si prende la rivincita della finale di Abu Dhabi su Belinda Bencic, eliminandola con lo score di 6-4 6-4. In semifinale, Ljudmila sconfigge la n°4 del mondo Elena Rybakina (1-6 6-1 6-2), cogliendo la sua seconda finale dell'anno e la prima di livello '1000'. Nella circostanza, la russa cede di schianto alla top-5 Jessica Pegula (1-6 0-6). Grazie all'ottimo risultato, Samsonova ottiene il nuovo best-ranking, salendo fino alla 12ª posizione mondiale.
Dopo un primo turno a Cincinnati, disputa lo US Open, dove non riesce a replicare gli ottavi del 2022, fermandosi al terzo turno contro Madison Keys (7-5 2-6 2-6). A Tokyo esce di scena contro Aleksandrova al secondo round; nell'ultimo '1000' stagionale di Pechino, la russa raggiunge la quarta semifinale dell'anno, imponendosi su Parks, Kvitová, Kostjuk e Ostapenko. Tra le ultime quattro, batte per la quarta volta la top-10 Elena Rybakina per 7-6(7) 6-3, annullando anche un set point nel primo parziale; Ljudmila raggiunge così la 6ª finale in carriera, la seconda di questo livello dopo Montréal. Nel match valevole per il titolo, la russa viene sconfitta da Iga Świątek con un duplice 2-6.
Dopo un'uscita prematura a Zhengzhou, grazie ai risultati ottenuti in stagione Samsonova si qualifica per il WTA Elite Trophy di Zhuhai. Inserita nel gruppo Rosa, vince il suo match d'esordio contro Zhu Lin (2-6 6-2 6-1). Nel match valevole per il passaggio del turno, viene sconfitta nel derby russo da Kudermetova, con lo score di 4-6 6-3 5-7. Con tutte le tenniste a quota 1 punto, per la migliore differenza set passa Zhu, con Samsonova che chiude in seconda posizione e viene perciò eliminata.
Termina l'anno al n°16 del mondo, miglior posizione di chiusura in carriera.

### 2024: 5º titolo WTA
La russa inizia il 2024 con tre sconfitte consecutive all'esordio: contro Andreeva a Brisbane, contro Siegemund ad Adelaide e contro Anisimova all'Australian Open. Riesce a ottenere un primo risultato positivo ad Abu Dhabi, dove elimina le ucraine Curenko e Kalinina e la n°12 del mondo Barbora Krejčíková. Nella prima semifinale dell'anno, viene battuta da Elena Rybakina in tre set. Dopo un'uscita all'esordio a Doha, nel torneo di Dubai raggiunge gli ottavi di finale, dove cede a Vondroušová con un duplice 2-6. A Indian Wells e Miami non va oltre il secondo turno dopo il bye.
Su terra, esce di scena all'esordio a Stoccarda contro Potapova. A Madrid, batte la rientrante Ōsaka per poi perdere da Madison Keys. A Roma, a seguito del bye, soccombe alla connazionale Šnaider (1-6 3-6). Nel WTA '500' di Strasburgo, prevale su Krejčíková, Fernandez e Haddad Maia, cogliendo la seconda semifinale annuale; nella circostanza, cede il passo nuovamente a Keys. Al Roland Garros, esordisce con due comodi successi su Linette (6-1 6-1) e Anisimova (6-2 6-1). Nel suo primo sedicesimo a Parigi, la russa viene fermata dall'italiana Cocciaretto. 
Nella parte di stagione decdicata all'erba, Ljudmila si presenta al torneo di Rosmalen, dove è accreditata della testa di serie n°2: approda in semifinale senza cedere set contro Van Uytvanck, Naef e Minnen. Nel penultimo atto, vince il derby su Aleksandrova, campionessa in carica, per 6-3 6(1)-7 6-1, accedendo così alla sua 8ª finale WTA, la seconda sul verde. Nel match valevole per il titolo, Samsonova si impone in rimonta su Bianca Andreescu con lo score di 4-6 6-3 7-5, conquistando il suo primo titolo in oltre un anno e mezzo, il quinto nel circuito maggiore. A Berlino, esce di scena già al primo turno contro Kudermetova. A Bad Homburg non va oltre il secondo turno, sconfitta da Siniaková in tre set. A Wimbledon arriva ai Quarti, dove cede in due set contro la polacca Iga Swiatek 

## Statistiche WTA

### Singolare

#### Vittorie (5)
| Legenda              |
| -------------------- |
| Grande Slam (0)      |
| Ori Olimpici (0)     |
| WTA Finals (0)       |
| WTA Elite Trophy (0) |
| Dal 2021             |
| WTA 1000 (0)         |
| WTA 500 (2)          |
| WTA 250 (3)          |

| N. | Data              | Torneo                          | Superficie | Avversaria in finale | Punteggio     |
| 1. | 20 giugno 2021    | German Open, Berlino            | Erba       | Belinda Bencic       | 1–6, 6–1, 6–3 |
| 2. | 7 agosto 2022     | Washington Open, Washington     | Cemento    | Kaia Kanepi          | 4–6, 6–3, 6–3 |
| 3. | 27 agosto 2022    | Tennis in the Land, Cleveland   | Cemento    | Aljaksandra Sasnovič | 6–1, 6–3      |
| 4. | 25 settembre 2022 | Pan Pacific Open, Tokyo         | Cemento    | Zheng Qinwen         | 7–5, 7–5      |
| 5. | 16 giugno 2024    | Rosmalen Open, 's-Hertogenbosch | Erba       | Bianca Andreescu     | 4–6, 6–3, 7–5 |

#### Sconfitte (4)
| Legenda              |
| -------------------- |
| Grande Slam (0)      |
| Argenti Olimpici (0) |
| WTA Finals (0)       |
| WTA Elite Trophy (0) |
| Dal 2021             |
| WTA 1000 (2)         |
| WTA 500 (2)          |
| WTA 250 (0)          |

| N. | Data             | Torneo                                   | Superficie  | Avversaria in finale | Punteggio        |
| 1. | 12 febbraio 2023 | Abu Dhabi Open, Abu Dhabi                | Cemento     | Belinda Bencic       | 6–1, 6(8)–7, 4–6 |
| 2. | 13 agosto 2023   | Canadian Open, Montréal                  | Cemento     | Jessica Pegula       | 1–6, 0–6         |
| 3. | 8 ottobre 2023   | China Open, Pechino                      | Cemento     | Iga Świątek          | 2–6, 2–6         |
| 4. | 24 maggio 2025   | Internationaux de Strasbourg, Strasburgo | Terra rossa | Elena Rybakina       | 1-6, 7-6(2), 1-6 |

### Doppio

#### Vittorie (2)
| Legenda              |
| -------------------- |
| Grande Slam (0)      |
| Ori Olimpici (0)     |
| WTA Finals (0)       |
| WTA Elite Trophy (0) |
| Dal 2021             |
| WTA 1000 (1)         |
| WTA 500 (1)          |
| WTA 250 (0)          |

| N. | Data              | Torneo                            | Superficie | Compagna                 | Avversarie in finale        | Punteggio           |
| 1. | 25 febbraio 2023  | Dubai Tennis Championships, Dubai | Cemento    | Veronika Kudermetova     | Chan Hao-ching Latisha Chan | 6-4, 6(4)-7, [10-1] |
| 2. | 22 settembre 2024 | Korea Open, Seul                  | Cemento    | Nicole Melichar-Martinez | Miyu Katō Zhang Shuai       | 6-1, 6-0            |

#### Sconfitte (1)
| Legenda              |
| -------------------- |
| Grande Slam (0)      |
| Argenti Olimpici (0) |
| WTA Finals (0)       |
| WTA Elite Trophy (0) |
| Dal 2021             |
| WTA 1000 (0)         |
| WTA 500 (0)          |
| WTA 250 (1)          |

| N. | Data           | Torneo                          | Superficie | Compagna                 | Avversarie in finale           | Punteggio |
| 1. | 14 giugno 2025 | Rosmalen Open, 's-Hertogenbosch | Erba       | Nicole Melichar-Martinez | Irina Chromačëva Fanny Stollár | 5-7, 3-6  |

## Statistiche ITF

### Singolare

#### Vittorie (4)
| Torneo $100.000 (0) |
| Torneo $80.000 (0)  |
| Torneo $75.000 (0)  |
| Torneo $60.000 (1)  |
| Torneo $50.000 (0)  |
| Torneo $25.000 (1)  |
| Torneo $15.000 (0)  |
| Torneo $10.000 (2)  |

| N. | Data              | Torneo                                 | Superficie  | Avversaria in finale | Punteggio     |
| 1. | 28 giugno 2014    | Trofeo Reale Mutua, Roma               | Terra rossa | Tess Sugnaux         | 6–2, 2–6, 6–4 |
| 2. | 19 novembre 2016  | ITF Women's Circuit Solarino, Solarino | Sintetico   | Kelly Versteeg       | 3–6, 6–0, 6–1 |
| 3. | 4 agosto 2018     | Open Castilla y León, El Espinar       | Cemento     | Başak Eraydın        | 6–2, 6–0      |
| 4. | 23 settembre 2018 | Open GDF SUEZ de Bretagne, Saint-Malo  | Terra rossa | Katarina Zavatska    | 6–0, 6–2      |

#### Sconfitte (7)
| Torneo $100.000 (0) |
| Torneo $80.000 (1)  |
| Torneo $75.000 (0)  |
| Torneo $60.000 (0)  |
| Torneo $50.000 (0)  |
| Torneo $25.000 (2)  |
| Torneo $15.000 (4)  |
| Torneo $10.000 (0)  |

| N. | Data             | Torneo                                         | Superficie  | Avversaria in finale | Punteggio           |
| 1. | 5 marzo 2017     | Open GDF SUEZ de la Ville de Macon, Mâcon      | Cemento (i) | Mallaurie Noël       | 5–7, 2–6            |
| 2. | 6 maggio 2017    | Forte Village International Tournament, Pula   | Terra rossa | Fernanda Brito       | 3–6, 3–6            |
| 3. | 24 dicembre 2017 | Hammamet Open, Hammamet                        | Terra rossa | Dar'ja Lodikova      | 6(8)–7, 4–6         |
| 4. | 11 marzo 2018    | Jolie Ville Golf Women's, Sharm el-Sheikh      | Cemento     | Džulija Terzijska    | 7–6(4), 0–6, 6(4)–7 |
| 5. | 17 giugno 2018   | Padova Challenge Open, Padova                  | Terra rossa | Fiona Ferro          | 5–7, 3–6            |
| 6. | 27 ottobre 2019  | Internationaux Féminins de la Vienne, Poitiers | Cemento (i) | Nina Stojanović      | 2–6, 6(2)–7         |
| 7. | 25 ottobre 2020  | Internationaux de Reims, Reims                 | Cemento (i) | Océane Dodin         | 4–6, 2–6            |

### Doppio

#### Vittorie (2)
| Torneo $100.000 (0) |
| Torneo $80.000 (0)  |
| Torneo $75.000 (0)  |
| Torneo $60.000 (0)  |
| Torneo $50.000 (0)  |
| Torneo $25.000 (0)  |
| Torneo $15.000 (0)  |
| Torneo $10.000 (2)  |

| N. | Data              | Torneo                                       | Superficie  | Compagna         | Avversarie in finale                     | Punteggio        |
| 1. | 27 settembre 2015 | Forte Village International Tournament, Pula | Terra rossa | Bianca Turati    | India Maggen Tess Sugnaux                | 6–4, 6–2         |
| 2. | 5 agosto 2016     | ITF Women's Circuit Tarvisio, Tarvisio       | Terra rossa | Chiara Quattrone | Angelica Moratelli Anna-Giulia Remondina | 3–6, 6–4, [10–6] |

#### Sconfitte (1)
| Torneo $100.000 (0) |
| Torneo $80.000 (0)  |
| Torneo $75.000 (0)  |
| Torneo $60.000 (0)  |
| Torneo $50.000 (0)  |
| Torneo $25.000 (0)  |
| Torneo $15.000 (1)  |
| Torneo $10.000 (0)  |

| N. | Data             | Torneo                              | Superficie      | Compagna        | Avversarie in finale                     | Punteggio        |
| 1. | 15 dicembre 2017 | Acqua Dolomia Tennis Cup, Cordenons | Terra rossa (i) | Lucia Bronzetti | Federica Di Sarra Michele Alexandra Zmău | 2–6, 6–1, [8–10] |

## Vittorie contro giocatrici top 10
| Stagione | 2022 | 2023 | 2024 | 2025 | Totale |
| -------- | ---- | ---- | ---- | ---- | ------ |
| Vittorie | 3    | 3    | 0    | 4    | 10     |

| #    | Giocatrice          | Ranking | Evento                                   | Superficie      | Turno | Punteggio           | Rank. LSR |
| ---- | ------------------- | ------- | ---------------------------------------- | --------------- | ----- | ------------------- | --------- |
| 2022 |                     |         |                                          |                 |       |                     |           |
| 1.   | Karolína Plíšková   | 7       | Stuttgart Open, Stoccarda                | Terra rossa (i) | 2T    | 6–4, 6–4            | 31        |
| 2.   | Emma Raducanu       | 10      | Washington Open, Washington              | Cemento         | QF    | 7–6(6), 6–1         | 60        |
| 3.   | Aryna Sabalenka (1) | 4       | Guadalajara Open, Guadalajara            | Cemento         | 2T    | 6–4, 2–6, 6–2       | 22        |
| 2023 |                     |         |                                          |                 |       |                     |           |
| 4.   | Aryna Sabalenka (2) | 2       | Canadian Open, Montréal                  | Cemento         | 3T    | 7–6(2), 4–6, 6–3    | 18        |
| 5.   | Elena Rybakina (1)  | 4       | Canadian Open, Montréal                  | Cemento         | SF    | 1–6, 6–1, 6–2       | 18        |
| 6.   | Elena Rybakina (2)  | 5       | China Open, Pechino                      | Cemento         | SF    | 7–6(7), 6–3         | 22        |
| 2025 |                     |         |                                          |                 |       |                     |           |
| 7.   | Emma Navarro        | 8       | Adelaide International, Adelaide         | Cemento         | QF    | 6–4, 6–4            | 26        |
| 8.   | Jasmine Paolini     | 6       | Indian Wells Open, Indian Wells          | Cemento         | 4T    | 6–0, 6–4            | 25        |
| 9.   | Paula Badosa        | 10      | Internationaux de Strasbourg, Strasburgo | Terra rossa     | QF    | 6-4, 3-6, 6-4       | 19        |
| 10.  | Jessica Pegula      | 3       | German Open, Berlino                     | Erba            | 2T    | 6(8)-7, 7-5, 7-6(5) | 20        |